# 5146 Moiwa
5146 Moiwa (1992 BP) là một tiểu hành tinh vành đai chính được phát hiện ngày 28 tháng 1 năm 1992 bởi Seiji Ueda và Hiroshi Kaneda ở Kushiro.